# Maria (filla d'Estilicó)
Maria, en llatí Maria, va ser una dama romana, casada amb Flavi Honori, emperador romà d'Occident.
Era filla d'Estilicó, general i polític romà d'origen vàndal, i magister militum de l'imperi. Claudi Claudià diu que el seu avi era un oficial de cavalleria de l'emperador Valent. Jeroni d'Estridó diu que Estilicó era un "semibàrbar", cosa que fa creure que l'àvia de Maria era romana. La mare de Maria i esposa d'Estilicó era Flàvia Serena, neboda i filla adoptiva de Teodosi el gran.
Maria, cap al mes de febrer de l'any 398 es va casar amb el seu cosí Flavi Honori, fill de Teodosi i de Flaccil·la, quan Honori no tenia encara catorze anys. després de la mort de Teodosi, Honori es converteix en emperador d'Occident, i el seu germà Arcadi en emperador d'Orient. El matrimoni, purament polític, no es va consumar en raó de l'edat dels esposos. Maria, la seva mare Flàvia Serena, i la seva germana Termància es van instal·lar al palau imperial a Roma, mentre que Honori va anar a viure a Milà. L'any 404 Flavi Honori va anar a Roma per prendre possessió del seu cinquè consolat. Tenia llavors vint anys, i sembla que Maria en tenia dinou, però no va passar res entre els esposos. Honori va tornar encara a Roma l'any 407 per al seu sisè consolat, però Maria va morir aquell mateix any encara verge.
La seva germana Termància es va casar llavors amb l'emperador Flavi Honori.